# Р-404 (автодорога)
Трасса Р404 (Тюмень — Тобольск — Ханты-Мансийск) — автомобильная дорога федерального значения. Это единственная федеральная автомобильная дорога, которая соединяет Тюменскую область с ХМАО.

## История

### Русское царство
Первым известным документом, который свидетельствовал о наличии постоянной дороги между Тюменью и Тобольском (Тобольский тракт), была грамота царя Бориса Годунова тюменскому воеводе Луке Щербатову от 28 января (7 февраля) 1601 года об устройстве в городе ямской гоньбы. Из грамоты следовало, что тюменским татарам постоянно приходилось выделять подводы с лошадьми и провожатыми для русских служилых людей до Тобольска и иных городов. О существовании дальнейшей «сибирской дороги меж Тоболска и Сургута» говорит царский указ от 1635 года, которым предписывалось учредить ямы Демьянский и Самаровский (ныне город Ханты-Мансийск).
Как следует из «гонебных книг» 1633 года, сухопутной дорогой пользовались зимой, а летом предпочитали речной транспорт. Впрочем, «Роспись сибирским городам и острогам» (не позднее 1640 года) утверждает, что летний путь лошадьми между Тюменью и Тобольском существовал и занимал 7 дней, а вот до Сургута гужевой транспорт ходил только зимой. 
Впервые зимний санный путь от Тюмени до Тобольска описан рукой неизвестного англичанина в 1666 году. Как утверждает путешественник, он перебрался на левый берег реки Туры, затем путь пролегал через Бороково (ныне село Борки), Созоново, Ярково, Берёзово (деревня Берёзов Яр), далее по правому берегу реки Тобол мимо Юрт Турбинских (ныне деревня Турбинская) до переправы через реку Иртыш, откуда уже немного до главного города Сибири. Более подробно путь от Юрт Турбинских до Тобольска описан у Семёна Ремезова в «Хорографической чертёжной книге» (1697—1711), причём автор показал как зимнюю дорогу, так и летнюю. 

### Российская империя
По состоянию на 1809 год, маршрут от Тюмени до Тобольска относился к т. н. главной почтовой дороге, а путь далее до Самаровского яма и Сургута — к уездной почтовой дороге. Тракт шёл от Тюмени вдоль левого берега реки Тура через деревню Велижанскую, село Созоново, слободу Покровскую, деревню Южакова. Затем пересекал реку Тобол, заходил в Иевлево, после чего следовало вновь переправляться через Тобол сразу за устьем реки Тавды в районе Бачелино.
По состоянию на 1903 год, дорога до Тобольска относилась к почтовому тракту Тобольск — Тюмень — Туринск. Тракт шёл по следующему маршруту: от Тюмени вдоль правого берега Туры вниз по течению через сёла Антипино и Мальково, затем осуществлялась переправа на левый берег возле села Созоново. После этого дорога шла мимо Покровского, Ярково, Южаково и Артамоново к переправе через Тобол. Переправа осуществлялась возле села Иевлево, после неё тракт шёл вдоль правого берега Тобола (через Караульнояр, Шатаново, Бачелино, Байкалово, Кутарбитку, Карачино) вплоть до переправы через Иртыш возле Тобольска. 
В 1910 году Тюменская городская Дума приняла решение перенести направление тракта на село Борки. Новый участок был построен в 1910—1917 годах. С тех пор дорога через Борки называется Тобольским трактом, а через Мальково — Старым Тобольским трактом.
Сухопутное сообщение между Тобольском и современным Ханты-Мансийском осуществлялось по участку почтового тракта Тобольск—Самарово—Берёзов.

### После революции
Автодорожный мост через реку Иртыш в районе Тобольска строился с апреля 1983 года, сдан в эксплуатацию 30 сентября 1991 года. Мост через Обь в районе Сургута (Югорский мост) возведён в 1995—2000 годах. Одно время упоминался в Книге рекордов Гиннеса за самый длинный в мире вантовый пролёт.
В сентябре 2010 года был открыт участок Ханты-Мансийск — Горноправдинск, который сократил путь из Тюмени до столицы ХМАО на 276 км.

## Маршрут

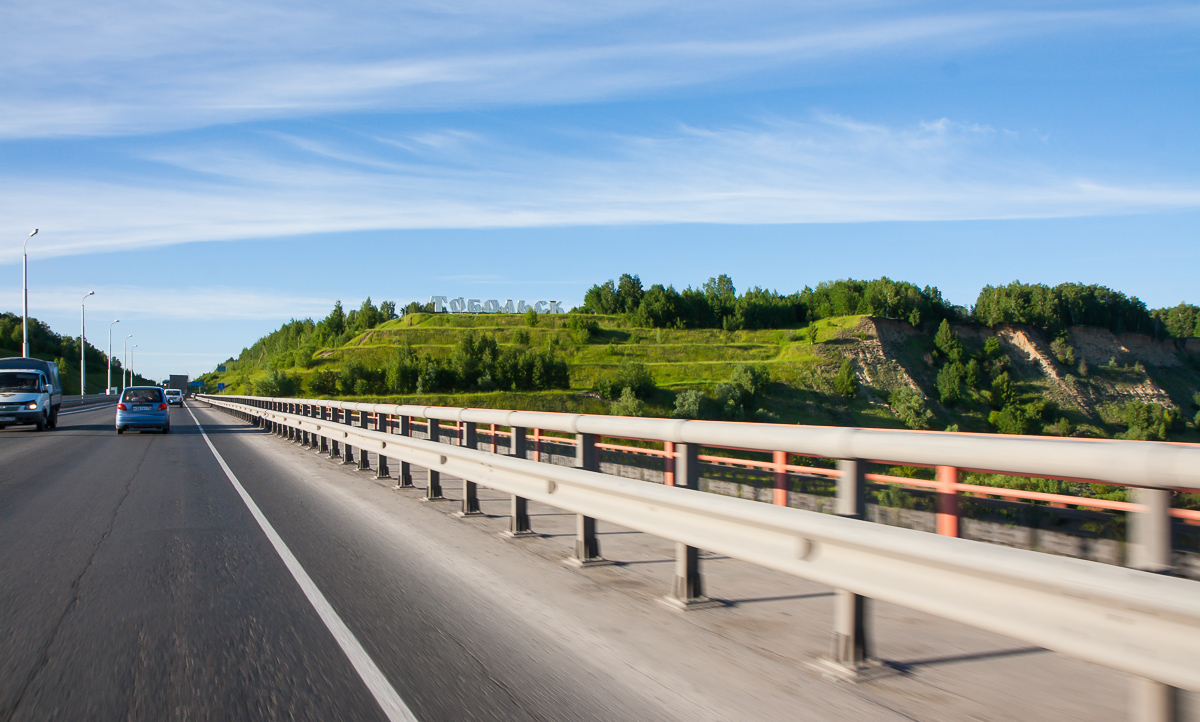
На мосту через Иртыш возле Тобольска (2013 год).

### Дорога Тюмень — Тобольск — Сургут
|                                        |  |  |  | Р254 (на Исетское, Курган)                             |
|                                        |  |  |  |                                                        |
|                                        |  |  |  |                                                        |
| Р402 (на Ялуторовск, Омск)             |  |  |  | Р351 (на Екатеринбург)                                 |
|                                        |  |  |  |                                                        |
| Тюменская область                      |  |  |  | 0 км — Тюмень                                          |
|                                        |  |  |  | р. Тура                                                |
|                                        |  |  |  | 23 км                                                  |
|                                        |  |  |  | 28 км — Каскара                                        |
|                                        |  |  |  | 36 км — Борки                                          |
|                                        |  |  |  | 48 км — Щербак                                         |
|                                        |  |  |  | 51 км — Созоново                                       |
|                                        |  |  |  | 69 км — Дубровное                                      |
|                                        |  |  |  | 82 км — Покровское                                     |
| 71А-2203 (на Новоалександровку, Вагай) |  |  |  | 108 км — Ярково                                        |
| 123,349 км                             |  |  |  | р. Тобол                                               |
| 71А-2204 (на Ялуторовск)               |  |  |  | 126 км — Новоселово                                    |
|                                        |  |  |  | 164 км — Алга                                          |
|                                        |  |  |  | 166 км — Байкалово                                     |
|                                        |  |  |  | 177 км — Булашево                                      |
|                                        |  |  |  | 186 км — Кутарбитка                                    |
|                                        |  |  |  | 198 км — Тоболтура                                     |
|                                        |  |  |  | 213 км — Карачино                                      |
| 71А-1601 (на Вагай, Омск)              |  |  |  | 230 км — Ворогушино                                    |
|                                        |  |  |  | р. Иртыш                                               |
|                                        |  |  |  | 240 км — Прииртышский                                  |
|                                        |  |  |  | 253 км — Тобольск                                      |
|                                        |  |  |  |                                                        |
|                                        |  |  |  | 259 км — Винокурова                                    |
|                                        |  |  |  | 267 км — Малая Зоркальцева                             |
|                                        |  |  |  | 285 км — Нижние Аремзяны                               |
|                                        |  |  |  | 300 км — Ингаир                                        |
|                                        |  |  |  | 316 км — Горнослинкино (поворот 6 км)                  |
|                                        |  |  |  | 340 км — Туртас                                        |
|                                        |  |  |  | 367 км — Нагорный                                      |
|                                        |  |  |  |                                                        |
|                                        |  |  |  | 440 км — Демьянское                                    |
|                                        |  |  |  | 475 км — ответвление на Ханты-Мансийск                 |
|                                        |  |  |  | 490 км                                                 |
| ХМАО — Югра                            |  |  |  | 530 км                                                 |
|                                        |  |  |  | 560 км                                                 |
|                                        |  |  |  | 571 км — Салым                                         |
|                                        |  |  |  | 586 км — Сивысь-Ях                                     |
|                                        |  |  |  |                                                        |
|                                        |  |  |  |                                                        |
|                                        |  |  |  | 720 км — Северный широтный коридор (на Ханты-Мансийск) |
|                                        |  |  |  | протока Юганская Обь                                   |
|                                        |  |  |  | 730 км — Нефтеюганск                                   |
| 770 км                                 |  |  |  | р. Обь                                                 |
|                                        |  |  |  | 774 км — Солнечный, на Лянтор                          |
|                                        |  |  |  | 780 км                                                 |
|                                        |  |  |  | 786 км — Сургут                                        |

### Северный широтный коридор
| на Нефтеюганск |  |  |  |                            |
|                |  |  |  |                            |
| 720 км         |  |  |  | 586 км — Сивысь-Ях         |
|                |  |  |  |                            |
|                |  |  |  | 762 км — Пойковский        |
|                |  |  |  |                            |
|                |  |  |  | 900 км — на Горноправдинск |
|                |  |  |  |                            |
|                |  |  |  | 941 км — Ханты-Мансийск    |
|                |  |  |  |                            |
|                |  |  |  | на Нягань, Советский       |

### Ответвление на Ханты-Мансийск
|                                           |  |  |        |  | 440 км — Демьянское     |
| ответвление на Сургут                     |  |  |        |  | 475 км                  |
| ХМАО — Югра                               |  |  |        |  | 510 км                  |
|                                           |  |  |        |  | 528 км — Горноправдинск |
|                                           |  |  |        |  |                         |
| Северный широтный коридор (на Пойковский) |  |  |        |  | 680 км — Ханты-Мансийск |
|                                           |  |  | 630 км |  |                         |

## Известные происшествия
- В ночь на 20 июля 2015 года в результате сильного дождя размыло дорожное полотно на 447-м км трассы. Из-за образовавшейся ямы длиной 30 м и глубиной 7 м движение перекрыли на сутки. Однако насыпанную за это время временную дамбу также стало подмывать, и окончание ремонта пришлось перенести на 25 июля. В результате в «пробке» застряло свыше 700 автомобилей[15].
- 4 декабря 2016 года на 926-м км трассы тягач «Volvo» столкнулся с автобусом, на котором из Ханты-Мансийска в Нефтеюганск возвращались воспитанники и тренеры спортивной школы «Сибиряк». В результате ДТП погибли 12 человек, в том числе 10 детей[16]. Сразу после аварии глава российского правительства Д. Медведев отдал поручение проанализировать законодательство, касающееся перевозки детей[17].

- 25 Декабря 2023 года Полностью перекрыто движение транспорта на трассе Р-404 Тюмень - Тобольск- Ханты-Мансийск, на участке 572 - 698 км. Это связано с гололедом.

Также по данным ГИБДД Тюменской области, с 10 часов 30 минут закрыт для всех видов транспорта участок с 436 по 542 км. Причина - осадки в виде дождя, обледенение проезжей части и образование стекловидного льда.

## Образы дороги в культуре

Сцена из фильма «Большие гонки».

- Согласно книге «Дальнейшие приключения Робинзона Крузо», знаменитый литературный герой предпринял поездку из Тобольска в Соликамск через Тюмень в июне 1704 года. Вот что сообщает о дороге Робинзон:

Нам предстояло одолеть самую обширную и труднопроходимую пустыню из всех, что были на моём пути из Китая. Я говорю труднопроходимую, потому что почва местами была очень низкая и болотистая, а местами очень неровная; зато нас утешали, что на этом берегу Оби не показываются отряды татар и грабителей; однако, мы убедились в противном.
— Дефо Д. Дальнейшие приключения Робинзона Крузо... = The Further adventures of Robinson Crusoe. — М.-Л.: Academia, 1935. — Т. II.
- Через Тобольск проследовали участники автопробега, составляющего сюжет фильма «Большие гонки» (1965). Соответствующий эпизод необходимо смотреть начиная с 1:45. В советское время сцена посещения города была вырезана по идеологическим соображениям[18].